# Sant Vicenç de Montalt
Sant Vicenç de Montalt (em catalão e oficialmente) ou San Vicente de Montalt (em castelhano) é um município da Espanha na comarca de Maresme, província de Barcelona, comunidade autónoma da Catalunha. Tem 8 km² de área e em 2021 tinha 6 523 habitantes (densidade: 815,4 hab./km²).

## Demografia
| Variação demográfica do município entre 1991 e 2004[carece de fontes?] | Variação demográfica do município entre 1991 e 2004[carece de fontes?] | Variação demográfica do município entre 1991 e 2004[carece de fontes?] | Variação demográfica do município entre 1991 e 2004[carece de fontes?] |
| ---------------------------------------------------------------------- | ---------------------------------------------------------------------- | ---------------------------------------------------------------------- | ---------------------------------------------------------------------- |
| 1991                                                                   | 1996                                                                   | 2001                                                                   | 2004                                                                   |
| 1600                                                                   | 2248                                                                   | 3847                                                                   | 4549                                                                   |